# Pedreres de sal de Kohat
Les pedreres de sal de Kohat eren una explotació de sal al districte de Kohat i adjacents a la Província de la Frontera del Nord-oest al Pakistan. El centre de les explotacions de sal pakistaneses era Jatta (o Jatta Ismail Khel) i els centres importants al districte de Kohat eren Malgin, Kharak i Bahadur Khel, aquesta darrera al límit amb Bannu amb 40 explotacions (Jatta en tenia 16). La sal de Kohat era grisa quasi negre de color i menys estimada que la sal de la Serra de la Sal, encara que és de bona qualitat. Era generalment exportada.